# Hamad ibn Isa Al Khalifa
Sheik Hamad ibn Isa Al Khalifah (født 28. december 1950 i Riffa i Bahrain) er konge af Bahrain siden 2002 efter at have været landets emir fra 1999. Han er søn af Isa ibn Salman Al Khalifah, landets tidligere emir.
Han tog sin ungdomsuddannelse ved en privatskole i Cambridge i England og studerede senere på militærakademier i Storbritannien og USA. 
Al Khalifah er meget interesseret i at bevare kulturarv og dyrker sine hobbyer falkejagt, golf, lystfiskeri, tennis og fodbold. Hans store interesse for araber (hesterace) gjorde, at han oprettede Amiri-staldene i juni 1977. De blev registreret i World Arabian Horse Organisation (WAHO) i september 1978.

## Regent
Efter at have fulgt sin far som Bahrains monark i marts 1999 iværksatte Al-Khalifah flere politiske reformer. Alle politiske fanger blev løsladt, kvinder fik stemmeret, der blev afholdt parlamentsvalg og foretaget en grundlovsændring. Reformerne blev beskrevet af Amnesty International som "en historiske periode for menneskerettighederne". Bahrain var tidligere anset som et emirat og blev kaldt en "stat", men blev erklæret kongedømme i 2002.

## Familie
Al Khalifah har fire hustruer. Førstehustru er Sheikha Sabika bint Ebrahim al-Khalifah. De har fire børn:
- HKH Sheik Salman bin Hamad bin Isa al-Khalifah, kronprins af Bahrain, født 21. oktober 1969
- HKH Sheik Abdullah, født 30. juni 1975
- HKH Sheik Khalifah, født 4. juni 1977
- HKH Sheik Najla, født 20. maj 1981

Kongens andre hustruer har født fire sønner og fire døtre.
Kongens sjette søn, Sheik Faisal ibn Hamad al-Khalifah (født 12. februar 1991), døde i en bilulykke 13. januar 2006.